# Occitanismo (lingüística)
En lingüística, un occitanismo, también llamado provenzalismo, es una palabra que proviene del idioma occitano, hablado en el sur de Francia. Este idioma es también conocido desde la Edad Media como «lengua provenzal», pues en la Provenza medieval se dio un florecimiento de las artes literarias que influenciaron en lenguas de Europa (siglos xiii y xiv), incluyendo el idioma español.
En las lenguas iberorromances, los occitanismos se introdujeron en parte gracias al Camino de Santiago y también por las repoblaciones medievales. Por lo tanto, estamos hablando más particularmente del idioma occitano antiguo, que se diferenció del catalán antiguo entre los siglos xi y xiv. Muchos préstamos fueron tomados de esta base común occitanorromance, por lo que en varios casos no se conoce con precisión si la palabra es un occitanismo o un catalanismo.

## Listado
Este es un listado de occitanismos en español:
| Idioma español             | Idioma español | Idioma occitano                                              | Idioma occitano                                                | Idioma occitano                                                                                                |
| Palabra                    | Significado | Palabra                                                      | Significado                                                    | Etimología |
| -------------------------- | --- | ------------------------------------------------------------ | -------------------------------------------------------------- | --- |
| ancorel (m.)               | piedra que sirve de ancla a la boya de una red | ancorell                                                     |                                                                | del latín ancŏra 'ancla'                                                                                       |
| antorcha (f.)              | utensilio que ilumina con fuego | entorcha                                                     |                                                                | |
| arenque (m.)               | pez de agua salada | arenc                                                        |                                                                | del alto alemán antiguo hering                                                                                 |
| asaz                       | bastante, muy | assatz                                                       |                                                                | del latín ad satis                                                                                             |
| baderna (f.)               | cabo trenzado que se emplea para sujetar el cable al virador, trincar la caña del timón, etc. | del provenzal baderno                                        |                                                                | |
| baldosa (f.)               | antiguo instrumento musical de cuerda parecido al salterio | del occitano antiguo baudosa'                                |                                                                | de baudós 'alegre'                                                                                             |
| bastir                     | Hacer, disponer algo | bastir                                                       |                                                                | del germánico *bastjan 'zurcir, coser'                                                                         |
| broza (f.)                 | maleza del bosque | brossa                                                       |                                                                | del gótico *brukja                                                                                             |
| bujeta (f.)                | Caja de madera (desusado) | boiseta                                                      |                                                                | del latín buxis 'caja'                                                                                         |
| cabrestante (m.)           | torno de eje vertical que se emplea para mover grandes pesos por medio de una maroma o cable que se va arrollando en él a medida que gira | confer cabestran                                             |                                                                | |
| cadahalso (m.)             | tablado construido para la ejecución de la pena de muerte | cadafalcs                                                    |                                                                | |
| caparazón (m.)             | cubierta, coraza rígida de animales | capairon                                                     |                                                                | |
| cartel (m.)                | anuncio con fines informativos | cartel                                                       |                                                                | |
| cascabel (m.)              | elemento metálico que produce sonido | cascavel                                                     |                                                                | diminutivo del latín vulgar cascabus 'olla', variante del latín caccăbus                                       |
| cendal (m.)                | tela de seda o lino muy delgada y transparente | sendal                                                       |                                                                | del latín sindon, -ōnis, con cambio de sufijo                                                                  |
| cobla (f.)                 | copla | cobla                                                        |                                                                | |
| cuitar                     | acuitar (desusado) | coitar                                                       |                                                                | |
| deleitar (m.)              | dar placer, gozo | deleitar                                                     |                                                                | |
| desastre (m.)              | desgracia grande, suceso infeliz y lamentable | desastre                                                     |                                                                | |
| embajada (f.)              | representación diplomática de otro país | ambaissada                                                   | encargo, embajada                                              | del bajo latín ambactia                                                                                        |
| esgrimir                   | jugar y manejar la espada, el sable y otras armas blancas, reparando y deteniendo los golpes del contrario, o acometiéndole; o usar una cosa o un medio como arma para lograr algún intento | quizá del occitano antiguo escremir                          | practicar la esgrima                                           | del franco *skermjan 'proteger'                                                                                |
| español (m.) española (f.) | persona de España | espaignol                                                    |                                                                | del latín medieval Hispaniolus 'de Hispania', España                                                           |
| estuche (m.)               | funda para contener varios objetos | estug, derivado de estujar 'guardar cuidadosamente, ocultar' |                                                                | del latín studium 'celo, aplicación, esfuerzo'                                                                 |
| farándula (m.)             | la comedia | farandoulo                                                   |                                                                | |
| francés (m.) francesa (f.) | persona de Francia | fransés                                                      |                                                                | |
| gabacho (m.) gabacha (f.)  | francés (peyorativo) | gavach                                                       | que habla mal                                                  | |
| gánguil (m.)               | barco de pesca, con dos proas y una vela latina | ganquil                                                      | red                                                            | |
| garrampa (f.)              | calambre (en Aragón) | garrampe                                                     |                                                                | del franco *kramp; confer rampa referido al calambre de los músculos                                           |
| gayo (m.) gaya (f.)        | alegre, vistoso | gai                                                          | alegre                                                         | |
| granate (m.)               | color rojizo similar al vino | granat                                                       |                                                                | |
| gratar                     | limpiar o bruñir con la grata | gratar                                                       | rascar                                                         | |
| homenaje (m.)              | acto que honra una persona | homenatge                                                    |                                                                | |
| hostaje (m.)               | rehén (desusado) | ostatge                                                      |                                                                | |
| jornal (m.)                | estipendio que gana el trabajador por cada día de trabajo | jornal                                                       |                                                                | del latín diurnus 'diurno, propio del día'                                                                     |
| laurel (m.)                | árbol siempre verde | laurier, derivado de laur                                    |                                                                | del latín laurus                                                                                               |
| linaje (m.)                | ascendencia o descendencia de una familia, especialmente noble | linhatge                                                     |                                                                | |
| lisonja (f.)               | adulación, elogio interesado | lauzenja                                                     |                                                                | |
| maganel (m.)               | máquina militar que servía para batir murallas | manganel                                                     |                                                                | |
| manjar (m.)                | comida muy apreciada | menjar                                                       | comer                                                          | |
| mensaje (m.)               | información comunicada | messatge, y este de mes 'mensajero'                          |                                                                | del latín missus 'enviado', y -atge '-aje'                                                                     |
| mistral (m.)               | viento frío del Atlántico | mistral                                                      |                                                                | |
| mote (m.)                  | sobrenombre | mot                                                          | palabra, dicho                                                 | |
| motón (m.)                 | garrucha por donde pasan los cabos | [cap de] moton                                               | [cabeza de] carnero                                            | |
| niño, niña (m., f.)        | que está en la niñez | confer nin                                                   |                                                                | |
| nivel (m.)                 | altura que algo alcanza, o a la que está colocado | nivel                                                        |                                                                | |
| oc                         | en [lengua de] oc, occitano | oc                                                           | sí, referido al adverbio que expresa afirmación o confirmación | del latín hoc, neutro de hic 'este', referido al adjetivo que indica que está cerca de la persona que habla    |
| parlar                     | hablar | parlar                                                       | hablar                                                         | del latín tardío parabolāre, derivado de parabŏla 'proverbio', 'parábola'                                      |
| pelota (f.)                | bola hecha de una materia que le permita botar, usada en diversos juegos y deportes | pelota                                                       |                                                                | del latín pila                                                                                                 |
| perejil (m.)               | planta herbácea vivaz, de la familia de las umbelíferas, que crece hasta 70 cm de altura, con tallos angulosos y ramificados, hojas pecioladas, lustrosas, de color verde oscuro, partidas en tres gajos dentados, flores blancas o verdosas y semillas menudas, parduzcas, aovadas y con venas muy finas, que es espontánea en algunas partes y se cultiva mucho en las huertas, por ser un condimento muy usado; adorno o compostura excesiva, especialmente la que usan las mujeres en los vestidos y tocados; o, en plural, títulos o signos de dignidad o empleos que, juntos con uno más principal, condecoran a una persona. | pe[i]ressil                                                  |                                                                | del latín tardío petrosilĕnon, y este del griego πετροσέλινον petrosélinon; propiamente 'perejil de la piedra' |
| pichel (m.) (f.)           | vaso alto y redondo, ordinariamente de estaño, algo más ancho del suelo que de la boca y con su tapa engoznada en el remate del asa | pichier                                                      |                                                                | |
| rampiñete (m.)             | aguja de hierro grande, con la punta en forma de tirabuzón, que usaban los artilleros para reconocer y limpiar el fogón de las piezas | rampinet                                                     |                                                                | del franco *hrampôn 'encoger, arrugar'                                                                         |
| riostra (f.)               | pieza metálica, de madera o de hormigón que sirve para asegurar la rigidez de un elemento constructivo | riosta, derivado de riostar 'apuntalar con riostras'         |                                                                | del latín re- 're-' y obstāre 'oponerse'                                                                       |
| rodela (f.)                | escudo redondo y delgado que, embrazado en el brazo izquierdo, cubría el pecho al que se servía de él peleando con espada | rodella                                                      |                                                                | |
| talabarte (m.)             | pretina colgada al hombro para cargar el sable o la espada | talabart                                                     | pavés o escudo grande                                          | del latín tabŭla                                                                                               |
| trovar                     | imitar una composición métrica, aplicándola a otro asunto | trovar                                                       | hallar, componer versos                                        | |
| vergel (m.)                | huerto con variedad de flores y árboles frutales | vergier                                                      |                                                                | |